# 23.º Prêmios Annie
O 23.º Prêmios Annie foi concedido pela International Animated Film Association para homenagear realizações de destaques na animação em 1995. Pocahontas liderou as indicações com 7 e ganhou 4 prêmios, incluindo o de melhor filme de animação. Os Simpsons ganhou seu quarto prêmio consecutivo de melhor animação para televisão.
O Prêmio June Foray foi concedido pela primeira vez este ano. O prêmio é concedido a indivíduos que tiveram um impacto significativo e benevolente ou de caridade na arte e na indústria da animação. O prêmio foi dado pela primeira vez à própria senhora, June Foray.

## Vencedores e indicados
Havia seis categorias de produção competitivas no 23.º Prêmios Annie. Realizações de destaque na produção interativa animada e na produção promocional animada foram as categorias adicionadas durante esse ano.
 Indica o ganhador dentro de cada categoria.

### Categorias de produção
| Melhor longa-metragem Pocahontas da Walt Disney Feature Animation - Pateta: O Filme da Walt Disney Television Animation - The Swan Princess da Rich Entertainment | Melhor animação para televisão Os Simpsons da Gracie Films, Film Roman - Batman - A Máscara do Fantasma da Warner Bros. Animation - Steven Spielberg Presents Animaniacs da Warner Bros. Television Animation - The Maxx da MTV Animation, Rough Draft Studios - The Tick da Sunbow Productions, Graz Entertainment |
| Melhor produção animada de entretenimento doméstico The Gate to the Mind's Eye da Miramar - Opéra imaginaire da Miramar - The Land Before Time II da Universal Cartoon Studios - Macross Plus, Volume Um da Big West, Macross Plus Project, Hero Co., Ltd. - Macross Plus, Volume Dois da Big West, Macross Plus Project, Hero Co., Ltd. | Melhor animação curta-metragem Dexter's Laboratory da Hanna-Barbera - A Pantera Cor-de-rosa da MGM Animation - George and Junior’s Christmas Spectacular! da Hanna-Barbera - Interview with Tallulah, Queen of the Universe da Queen of the Universe Productions - Johnny Bravo da Hanna-Barbera                    |
| Melhor produção interativa animada Cadillacs e Dinossauros da Duck Soup Productions - Crayon Factory da Sidewalk Studio - Full Throttle da LucasArts Entertainment Co. - The Adventures of Hyperman da IBM Illumina Productions, Inc. and Bull Dolphin, Inc. da MGM Animation - KIA Interactive da Digital Evolution                     | Melhor comercial animado para televisão Wile E. Coyote – Helicopter da Eveready Batteries, Warner Bros. Animation - John Dough da Citibank, Optimus, Inc. - Canary Boom da Felix the Cat, Film Roman - Chicago Blues daShell Oil, R/Greenberg Associates - Unforgettable Classics do Os Simpsons, Film Roman, Fox   |

### Prêmios individuais
| Melhor Realização em Supervisão Criativa Ben Edlund (co-produtor) de The Tick - John Eng (diretor) de Duckman - Al Jean e Mike Reisee (diretores executivos) de The Critic - Frank Paur e Greg Weisman (produtores) de Gargoyles - Gregg Vanzo (diretor supervisor) de The Maxx | Destaque em design de produção Michael Giaimo (diretor de arte) de Pocahontas - Rasoul Azadani (supervisor artístico de layout) de Pocahontas - Adrian Penn (diretor de arte) de Weiss Energy Hall: The Origin of Energy - Kazuyoshi Takeuchi (designer de produção) de Gargoyles - Fred Warter (designer de produção) de Pateta: O Filme                                                                                                 |
| Destaque em storyboarding Kazuo Terada (artista de história) de Gargoyles - Warwick Gilbert (artista de história) de Aladdin da Disney do episódio "The Lost One" - Denise Koyama (artista de história) de Aladdin da Disney do episódio "The Secret of Dagger Rock" - Brian Pimental (artista de história) – Pateta: O Filme - Genndy Tartakovsky (artista de história) de Dexter's Laboratory                                                | Destaque em música Alan Menken (compositor) e Stephen Schwartz (letrista) de Pocahontas - Phillip Appleby (compositor) e Theodor Geisel (letrista, indicação póstuma) de Dr. Seuss' Daisy-Head Mayzie - Partick DeRemer e Roy Freeland (compositores) - Pateta: O filme para as músicas "I2I" e "Stand Out" - Richard Stone (compositor supervisor) de Animaniacs - Shirley Walker (compositor supervisor) de Batman: The Animated Series |
| Destaque por dublagem de longa-metragem Nancy Cartwright como Bart Simpson de Os Simpsons - Jeff Bennett como Johnny Bravo de Johnny Bravo - Jim Cummings como Mr. Bump e vários outros personagens de Bump in the Night - Tress MacNeille como Dot Warner de Animaniacs - Rob Paulsen como Yakko Warner de Animaniacs | Melhor realização individual em animação Nik Ranieri (animador supervisor de Meeko) de Pocahontas - Chris Buck (animador supervisor de Vovó Willow) de Pocahontas - Dominique Monfrey (supervisor de animação) de Pateta: O Filme - David Pruiksma (animador supervisor de Flit) de Pocahontas - Cynthia Wells (animador) de Interview with Tallulah, Queen of the Universe                                                               |
| Destaque em roteiro Ben Edlund e Richard Liebmann-Smith de The Tick para o episódio "The Tick vs. Arthur’s Bank Account" - Peter Gaffney, Paul Germain, Jon Greenberg e Rachael Lipman de Rugrats para o episódio "A Rugrats Passover" - Doug Langdale de Aladdin da Disney para o epidódio "Do the Rat Thing" - Michael Reaves de Gargoyles para o episódio "Deadly Force" - John Semper de Spider-Man para o epidódio "Day of the Chameleon" | |

### Múltiplas indicações e/ou vitórias
- Aladdin — 3 indicações
- Animaniacs — 4 indicações
- Batman: The Animated Series — 2 indicações
- Dexter's Laboratory — 2 indicações
- Gargoyles — 4 indicações
- Interview with Tallulah, Queen of the Universe — 2 indicações
- Johnny Bravo — 2 indicações
- Os Simpsons — 3 indicações e 2 vitórias
- Pateta: O Filme — 5 indicações
- Pocahontas (1995) — 7 indicações e 4 vitórias
- The Tick — 3 indicações e 2 vitórias

## Prêmios do Júri
Prêmio Winsor McCay
Reconhecimento por contribuições de carreira para a arte da animação
- Jules Engel
- Vance Gerry
- Dan McLaughlin

Prêmio June Foray
Reconhecimento do impacto benevolente/caritativo na arte e na indústria da animação
- June Foray

Certificado de Reconhecimento de Mérito
pelo serviço à arte, artesanato e indústria da animação
- King Features
- Sarah Baisley
- Dave Brain
- Gary Lah
- Amanda Haas
- Ginny Swift